# Biotopo Lago di Caldaro
Il Biotopo Lago di Caldaro è un'area naturale protetta della provincia autonoma di Bolzano situata nel comune di Caldaro sulla Strada del Vino.
Il Biotopo ha una superficie di 241 ettari, 121 dei quali sono lo specchio d'acqua del Lago di Caldaro e 120 di canneto. 
L'area del Biotopo fa parte della rete Natura 2000 ed è zona speciale di conservazione e zona di protezione speciale con la denominazione "Biotopo Lago di Caldaro" (IT3110034)

## Fauna
La fauna è molto ricca e varia ed è rappresentata principalmente dall'avifauna che qui viene rappresentata con l'unica coppia nidificante di falco di palude della regione, nidificano anche tortora selvatica, picchio rosso maggiore e altre specie. Durante l'inverno parecchie specie svernano qui e sono state ancora viste albanella reale, averla maggiore, smeriglio, strolaga mezzana, tarabuso e in migrazione invece lodolaio, rigogolo, schiribilla, sgarza ciuffetto e molti altri. Nelle campagne e nel paese vicino, specialmente su ciliegi sono stati avvistati stormi di storno roseo.